# Молдова (стадіон, Спея)
Стадіон «Молдова» (рум. Stadionul Moldova) — багатофункціональний стадіон в селі Спея, Молдова, домашня арена ФК «Дачія» з Кишинева.
Стадіон відкритий 1987 року. Потужність становить 8 550 глядачів, з яких 3 300 забезпечені сидячими місцями.